# Aubrey Singer
Aubrey Singer (* 21. Januar 1927 in Bradford in Yorkshire; † 26. Mai 2007 in London) war ein britischer Fernseh-Produzent.

## Leben
Singer verließ mit 17 Jahren die Schule, um eine Lehre als Filmeditor zu absolvieren. Dazu verbrachte er mehrere Jahre mit der Produktion von Filmen in Afrika und später in Österreich. 1949 begann er bei der BBC, war 1953–56 in New York und produzierte in den späten 1950ern einige Wissenschafts-Serien, die zur Gründung de BBC Science and Features führten, wie etwa Tomorrow’s World und Horizon. Von 1974 bis 1978 leitete er die BBC Two, wo im Juni 1967 die Live-Sendung Our World ausgestrahlt wurde. 2006 wurde nach seinem Konzept die TV-Komödie The Buck Calder Experience gedreht.